# Csörnöc-Herpenyő
A Csörnöc-Herpenyő patak Vas vármegyében ered, majd Sárvárnál betorkollik a Rábába. Az 1960-as évekig Vas megye legszebb vízfolyása volt.

## Megőrzése, fenntartása
Az utóbbi időkben az erózió, valamint a patakot és a Rábát is érintő mederalakítások miatt alig volt volt benne víz, a parton elburjánzott növényzet miatt pedig megközelíthetetlenné is vált. Egy uniós pályázat segítségével 80 millió forintból sikerült feléleszteni, a patak teljesen megújult. A természetes környezetet a patak egyik oldalán érintetlenül hagyták, a másik part viszont gyalogosan is megközelíthető.

## Élővilága
Változatos halfaunája van. Otthont ad például a vörösszárnyú keszegnek és a bodorkának is. De nagy számban előfordul benne csuka, ritkábban kisebb ponty is.